# UCI ProTour 2009
5. edycja UCI ProTour 2009 to cykl najważniejszych wyścigów kolarskich w 2009 roku. Ma najwyższą po Tour de France, Giro d’Italia i Vuelta a España kategorię wyścigów szosowych na świecie. Pierwszy wyścig z tej serii rozpoczął się 20 stycznia w Australii wyścigiem Tour Down Under, a zakończy 25 sierpnia kiedy to wyścig wieloetapowy rozgrywany w Holandii i Belgii Eneco Tour wyłoni zwycięzcę. Najważniejszy wyścig kolarski w Polsce Tour de Pologne także zalicza się (od 2005 roku) do tego elitarnego grona.

## Drużyny
| Kod UCI | Zespół                | Siedziba          | Oficjalna strona |
| ------- | --------------------- | ----------------- | ---------------- |
| ALM     | Ag2r-La Mondiale      | Francja           |                  |
| AST     | Team Astana           | Kazachstan        |                  |
| BTL     | Bouygues Télécom      | Francja           |                  |
| COF     | Cofidis               | Francja           |                  |
| EUS     | Euskaltel-Euskadi     | Hiszpania         |                  |
| FDJ     | La Française des Jeux | Francja           |                  |
| FUJ     | Fuji-Servetto         | Hiszpania         |                  |
| GCE     | Caisse d’Epargne      | Hiszpania         |                  |
| GRM     | Garmin-Slipstream     | Stany Zjednoczone |                  |
| KAT     | Team Katusha          | Rosja             |                  |
| LAM     | Lampre                | Włochy            |                  |
| LIQ     | Liquigas              | Włochy            |                  |
| MRM     | Team Milram           | Niemcy            |                  |
| QST     | Quick Step            | Belgia            |                  |
| RAB     | Rabobank              | Holandia          |                  |
| SAX     | Team Saxo Bank        | Dania             |                  |
| SIL     | Silence-Lotto         | Belgia            |                  |
| THR     | Team Columbia-HTC     | Stany Zjednoczone |                  |